# 김현옥
김현옥(金玄玉, 1926년 10월 27일 ~ 1997년 1월 9일)은 제12대 경상남도 부산시장, 제12~13대 (정부 직할) 부산시장, 제14대 서울특별시장, 내무부장관을 지낸 공무원, 행정 관료이다.
육군사관학교 4기 출신이자 박정희의 후배로, 1966년 제14대 서울시장에 발탁되어 의욕적으로 여러 가지 개발사업을 동시에 추진, 서울특별시의 모습을 바꿔놓은 인물이다.
한국 전쟁에 참전하여 미국 대통령 드와이트 아이젠하워로부터 표창을 받았고, 육군 수송감실 수송차감, 육군수송학교장, 제1야전사령부 수송참모부장, 제3항만사령부의 부사령관과 사령관 등을 거쳐 5.16 군사 정변 이후 현역 군인의 신분으로 경상남도 부산시장이 되었다. 예편 이후에도 부산시장과 서울시장을 역임했다가 와우 아파트 붕괴 사고로 사퇴하였다.
1980년 신군부에 의해 부정축재자로 몰려 조사받기도 했다. 1981년 양산으로 내려가 인척이 인수한 사립학교 장안중학교장을 지내다가 1995년 지방 선거에서 부산광역시장 후보로 출마하였으나 낙마하였다.

## 생애

### 초기 활동
경상남도 진주에서 태어나 진주에서 학교를 다녔다. 해방 후인 1947년 4월 육군사관학교 3기로 남조선국방경비대에 입대, 장교로 복무하던 중 1948년 9월 25일~9월 26일에는 대한탁구협회로부터 탁구지도자로 발탁되어 합숙훈련에 참여하였다. 1949년 4월 24일에는 탁구협회 부회장에 선출되었다.

### 군인 생활
1950년 한국 전쟁에 참전하였다. 1953년 육군대학에 입교하여 그해 6월 수료하였다. 1954년 3월 육군수송학교장이 되었다. 1955년 육군 대령으로 재직 중 미국 대통령 아이젠하워로부터 표창을 받았다. 1957년 9월 건국대학교 법정대학을 수료하였다.
1954년부터 1955년 육군수송감실 차감이 되고, 1955년부터 1957년에는 육군수송학교 학교장, 1957년 육군 제1야전군사령부 수송참모부장 등을 역임하였다. 1959년 12월 육군 제3항만사령부 부사령관, 1960년 육군 수송감실 차감, 1960년부터 1962년 4월에는 제3항만사령부 사령관을 역임하였다. 1961년 5.16 군사 정변 직후 5월 18일부터 5월 20일까지는 부산 A지구 행정관을 겸직하였다.
1962년 준장으로 예편 후 부산시장에 임명, 4년간 근무한 뒤 1966년 서울특별시장이 되었다.

### 관료 생활

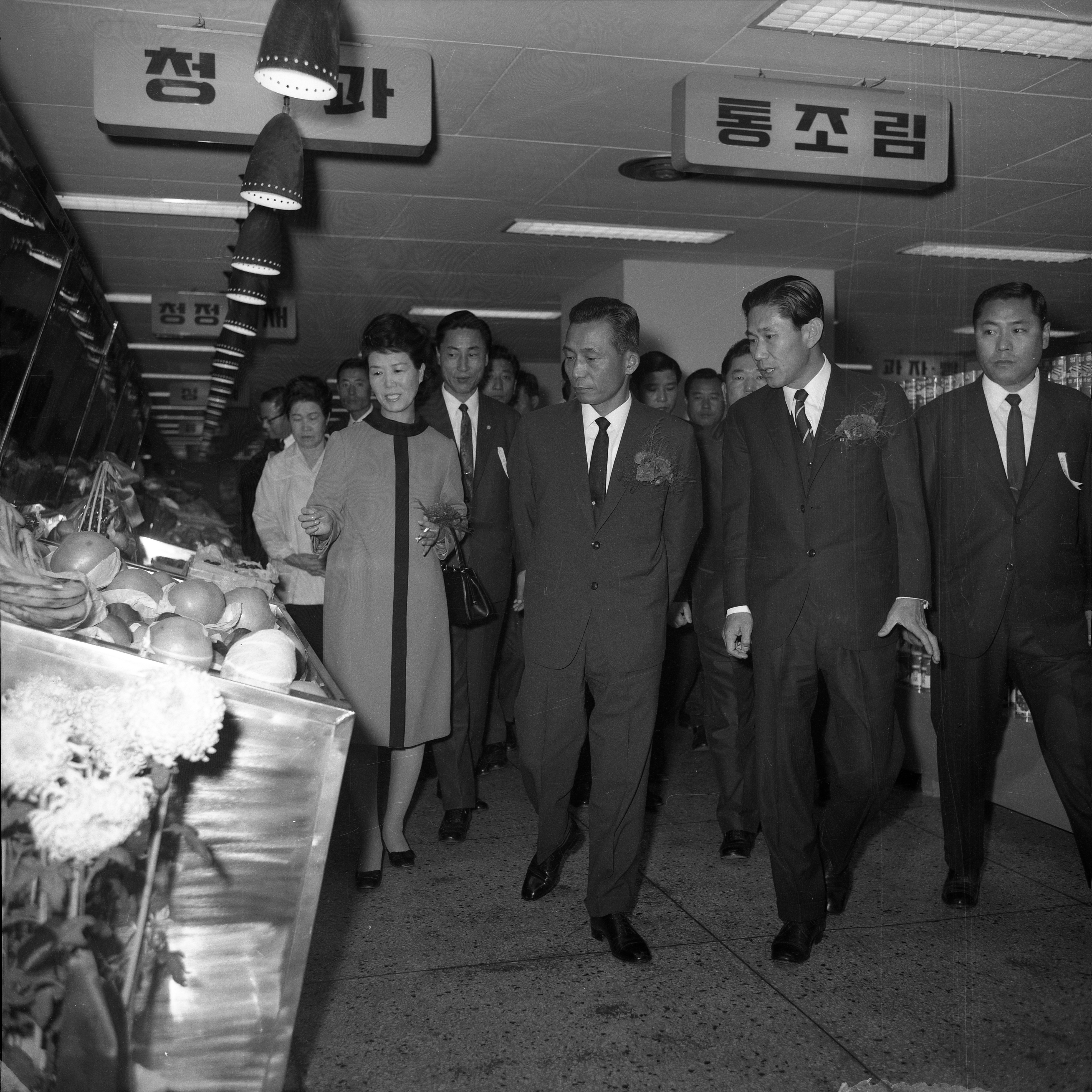
1968년 11월 삼풍상가를 시찰하는 김현옥 시장 (오른쪽)과 박정희 대통령 (왼쪽)

1962년 4월 해병 대령 변재갑이 부산시장에서 해임되자, 현역 육군 준장의 신분으로 경상남도 부산시장에 임명되었고, 1963년 1월 부산시가 직할시로 승격하면서 예편하고 (정부 직할) 부산시장이 되었다. 그렇게 역대 부산광역시장 중에서도 경상남도 부산시에서 (정부 직할) 부산시로 승격되던 시기의 시장이 되었으며, 1966년 3월 윤치영이 경질되면서 당년 4월에 서울특별시장으로 자리를 옮겼다.
"불도저"라는 별명을 갖고 있던 김현옥은 별명답게 진짜 불도저처럼 아파트 건설을 밀어붙였다. 김현옥은 1969년부터 1971년까지 3년 동안 240억 원을 투입해 2천동 10만호의 아파트를 산비탈과 고지대에 있는 무허가 불량주택을 모두 헐고 짓는다는 야심찬 계획을 세우고, 1969년의 경우 서울시 총예산(416억원)의 12.4%에 해당하는 51억원을 시민아파트 건설에 썼다.
김현옥은 세종로와 명동에 지하도를, 종묘 앞 필동 간 소개도로에 세운상가를 건립하고, 여의도에 제방을 구축해 여의도의 현재 모습을 갖추게 하였다. 강변북로를 건설하고, 국내 최초의 고가도로인 아현고가도로와 서울역고가도로를 건설하였다. 남산 1, 2호 터널과 삼청터널 그리고 사직터널도 개설하였다. 복개된 청계천 위에는 청계고가도로를 건설하였다.
1970년 4월 와우 아파트 붕괴사고의 책임을 지고 사임하였다. 그 후 1971년 내무부 장관으로 복귀, 1973년 2월까지 있었다. 1971년 2월에는 육상경기연맹 회장에 추대되었고, 1972년의 제8대 국회의원 선거에 출마하였으나 낙선하였다. 1973년 2월 내무부장관을 사퇴한 이후 유스호스텔협회 회장과 복지법인 정립회관 이사장 등으로도 활동했다.

### 생애 후반
1973년 행정 비상임위원, 1977년 한국유스호스텔협회 회장과 정립회관(소아마비협회) 이사장에 선출되었다.
그 후 공직을 떠나 조용히 지내다가 1980년 신군부에 의해 부정축재자로 몰리게 되었다. 1981년 5월 부산 양산군 기장에 있는 장안중학교 교장으로 부임한 뒤 그 곳에서 여생을 보냈다.
1995년 대한민국 제1회 지방 선거에 부산시장으로 출마, 169,652표로 문정수, 노무현에 이어 3위를 기록하기도 했다. 1997년 한양대학교병원에서 사망했다.

## 학력
- 대한민국 육군사관학교 3기
- 통위부 보병학교 졸업
- 대한민국 육군대학교 졸업
- 건국대학교 정치외교학과 졸업
- 건국대학교 행정대학원 행정학 석사
- 1968년 10월 미국 헤리 디킨슨대학 명예법학박사
- 1968년 12월 중앙대학교 명예법학박사

## 수상 경력
- 1949년 10월 17일 대한탁구협회 표창장
- 1955년 10월 12일 미국 대통령 표창장(피쵸에이급)

## 가족 관계
- 부인 : 오정자(吳貞子, 1929년 ~ ?)
  - 3남
  - 3녀
- 사촌 매부 : 황석동(黃錫東, 기업인, 교육자, 동호섬유 대표이사)

## 어록
| “ | 60년대 말 서울의 판잣집은 기어이 해결해야 할 과제였습니다. 도심·외곽 할 것 없이 들어찬 판자촌은 한 마디로 서울의 행정을 마비시킬 정도였으니까요. 내 발상은 간단했습니다. 쓰러질 듯 누워 있는 판잣집을 번듯하게 일으켜 세우자는 게 그것이었습니다. 바로 아파트지요. 당시에는 서대문 금화지구 7만 채를 포함, 서울시 1백만 평 땅에 14만5천재의 판잣집이 널려 있었습니다. | ” |
|   | — 김현옥, 1994년경 월간중앙 허의도와의 인터뷰 |   |

## 평가
서울시청 공무원들 사이에서는 "개발 행정의 효시" 또는 "경영기법을 도입한 최초의 시장"이라는 평가가 있다.

## 역대 선거 결과
|  | 49.09% |

|  | 9.84% |